# David Saltzberg
David Saltzberg és un professor de física i astronomia de la Universitat de Califòrnia, Los Angeles. Saltzberg va rebre una beca Sloan, un Premi de Carrera de la National Science Foundation, i un premi d'investigador jove del Departament d'Energia mentre era professor ajudant. Saltzberg es va llicenciar en físiques l'any 1989 a la Universitat de Princeton i doctorar a la Universitat de Chicago el 1994. Del 1995-97 va treballar al laboratori CERN de Suïssa. La seva recerca se centra en la física de partícules a altes energies i en la detecció radiofònica de neutrins còsmic (via l'efecte d'Askarian).

Saltzberg és també conegut per la seva feina com assessor científic de la comèdia The Big Bang Theory de la CBS. A més de revisar i corregir guions científics, Saltzberg afegeix fórmules complexes a les pissarres del decorat. David també va establir les visites de diferents científics a la Teoria de Big Bang a través del seu programa "Geek de la setmana".